# Caifano Latupeirissa
Caifano Latupeirissa (Bemmel, 28 april 1991) is een Nederlands profvoetballer van Molukse afkomst die als aanvaller speelt.
De aanvaller speelde in de jeugd van N.E.C. en maakte aan het begin van het seizoen 2010/11 voor het eerst deel uit van de selectie van de club. Eerder was hij basisspeler in de A1 van N.E.C./FC Oss. In de eerste wedstrijd van het seizoen 2010/11 debuteerde hij tegen VVV met een invalbeurt in de 82ste minuut. In het seizoen 2012/13 werd hij verhuurd aan FC Oss. Hierna werd zijn contract bij de Nijmegenaren niet verlengd. Op stage bij eerstedivisionist Achilles '29 uit het nabijgelegen Groesbeek kon hij geen contract afdwingen. Op 2 september tekende hij bij Topklasser JVC Cuijk. In 2016 ging hij naar GVVV. In 2018 ging hij voor VVOG spelen. Hij speelde zaalvoetbal voor hij in 2024 terugkeerde op het veld bij het zaterdagteam van De Treffers.
Latupeirissa maakte deel uit van het Nederlands elftal voor spelers onder 16 jaar en onder 17 jaar.

## Loopbaan
| Seizoen | Club          | Land      | Competitie       | Wedstrijden | Doelpunten |
| ------- | ------------- | --------- | ---------------- | ----------- | ---------- |
| 2010/11 | N.E.C.        | Nederland | Eredivisie       | 10          | 0          |
| 2011/12 | N.E.C.        | Nederland | Eredivisie       | 7           | 0          |
| 2012/13 | FC Oss (huur) | Nederland | Eerste divisie   | 27          | 4          |
| 2013/14 | JVC Cuijk     | Nederland | Zondag Topklasse | 24          | 1          |
| 2014/15 | JVC Cuijk     | Nederland | Zondag Topklasse | 24          | 6          |
| 2015/16 | JVC Cuijk     | Nederland | Zondag Topklasse | 23          | 3          |
| 2016/17 | GVVV          | Nederland | Tweede divisie   | 30          | 7          |
| 2017/18 | GVVV          | Nederland | Tweede divisie   | 16          | 2          |
| Totaal  |               |           |                  | 151         | 23         |

## Erelijst
- N.E.C./FC Oss A1: Eerste divisie B: 2010